# 中国信託商業銀行
中国信託商業銀行（ちゅうごくしんたくしょうぎょうぎんこう、繁體字:中國信託商業銀行、英:CTBC Bank Co., Ltd.）は、台湾の台北市に本社を置く商業銀行である。

## 概要
1966年に中華證券投資公司として設立され、1971年に中國信託投資公司へ商号を変更、1992年7月2日に中國信託商業銀行（Chinatrust Commercial Bank）として一般の商業銀行へ昇格した。2003年12月に萬通商業銀行、2004年7月に鳳山信用合作社、2007年9月8日に花蓮区中小企業銀行をそれぞれ吸収合併した。2013年6月に、英語名称を「Chinatrust Commercial Bank」からそれまで略称として使用していた「CTBC Bank」に変更した。
台湾において144店舗の支店を展開し、店舗外ATMも統一超商公司が経営する台湾7-Elevenを中心に設置・拡大させている。本社ビルの設計は、日本の三井建設一級建築士事務所が手掛けた。
日本では東京都千代田区赤坂見附に東京支店を設置している。
2012年12月30日、同行が東京スター銀行の買収を検討中であると報じられ、2013年10月31日正式に発表した。その後、2014年6月に正式に完全子会社化した。
また、中華職業棒球大聯盟所属のプロ野球チームである中信兄弟を保有している。